# 완전히 엿먹은
《완전히 엿먹은》(영어: Totally Fucked Up)은 1993년 제작된 미국의 드라마 영화이다. 그레그 아라키가 감독과 각본을 맡았다. 영화 《둠 제너레이션》과 《어디에도 없는 영화》와 함께 아라키 감독의 "10대 아포칼립스 3부작" 중 하나로, 그 중 첫 번째로 공개된 작품이다. 뉴 퀴어 시네마 장르 초기의 주요 작품 중 하나이다.

## 출연

### 주연
- 제임스 듀발

### 조연
- 앨런 보이스
- 크레이그 길모어

## 기타
- 협력프로듀서: 알베르토 가르시아

## 같이 보기
- 그레그 아라키